# Пежъю
Пежъю (Пежью, Пежь-Ю, Лежью) — река в России, течёт по территории Удорского района Республики Коми. Устье реки находится в 574 км по правому берегу реки Мезени. Длина реки составляет 31 км.
Впадает в Мезень на высоте 91 м над уровнем моря.

## Данные водного реестра
По данным государственного водного реестра России относится к Двинско-Печорскому бассейновому округу, водохозяйственный участок реки — Мезень от истока до водомерного поста у деревни Малонисогорская. Речной бассейн реки — Мезень.
Код объекта в государственном водном реестре — 03030000112103000044206.